# Distrito de Carmen Alto
El  Distrito de Carmen Alto es uno de los dieciséis que conforman la Provincia de Huamanga, ubicada en el Departamento de Ayacucho, en el Perú.
Carmen Alto es el nombre de un Barrio Colonial que se encuentra ubicado en las faldas del Cerro Acuchimay, es también  conocido como la cuna  de los legendarios arrieros de la región de Ayacucho,  

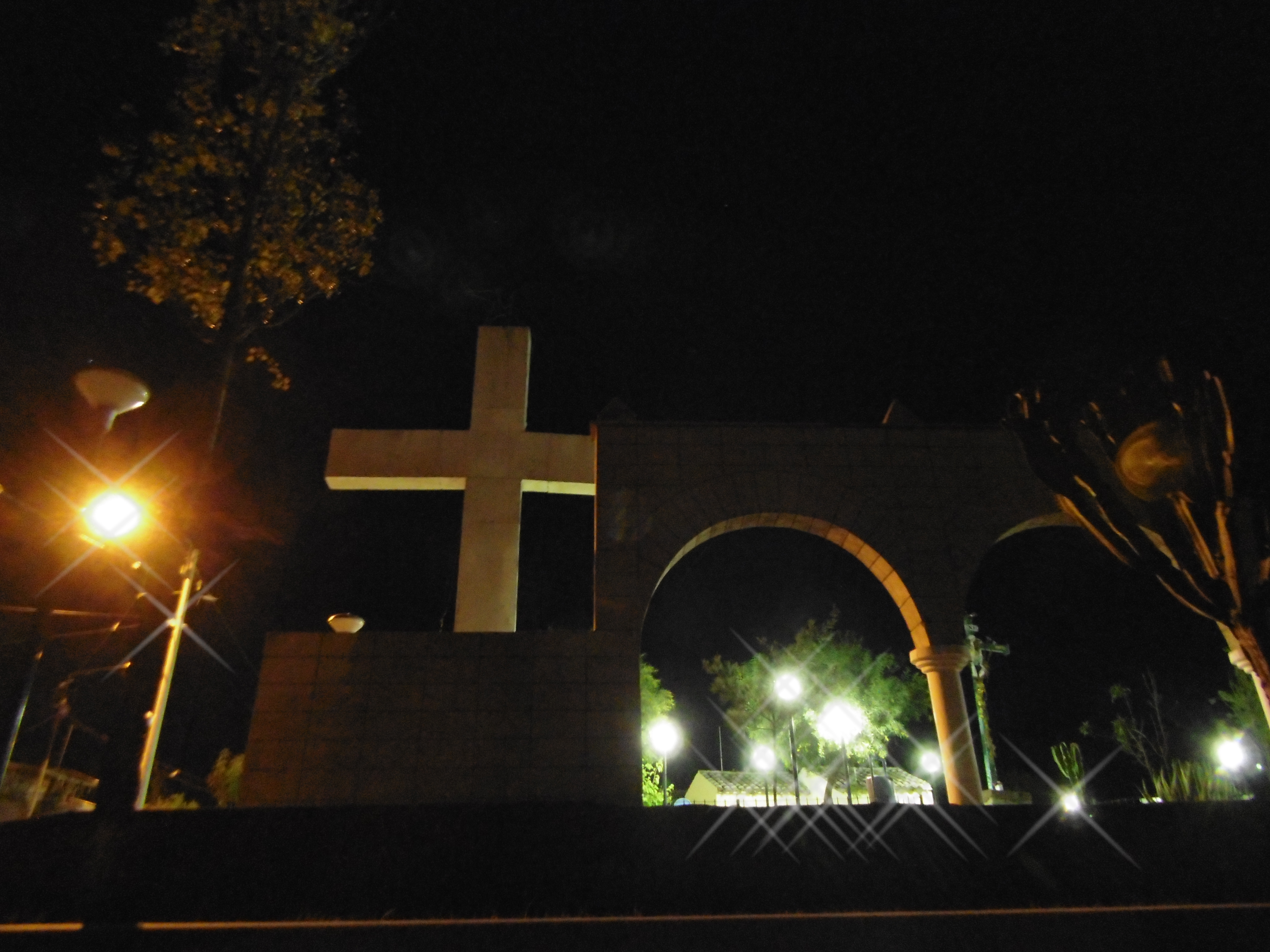

## Importancia histórica
Es uno de los barrios más antiguos de la ciudad, sus pobladores eran transportistas y comerciantes de ganado. Grupos de arrieros en gran cantidad con sus mulas y caballos salían de este barrio y unían Huamanga con el resto del Perú, llegando inclusive hasta Bolivia y al noroeste argentino, transportando sus mercancías y realizando transacciones. En la actualidad, aun la gente de Carmen Alto continúa comerciando ganado o dedicándose al transporte con empresas de camiones y ómnibus. Carmen Alto fue el primer distrito creado en la ciudad, luego del cercado hace dos siglos atrás. El distrito de Carmen Alto fue creado mediante Ley Regional N.º 341, el 6 de septiembre de 1920, en el gobierno del presidente Augusto B. Leguía.

## Coordenadas
- Latitud: 12º10’20’’ Norte
- Longitud: 74º13’27’’Oeste
- Altitud: 2 800 m s. n. m.

## Límites
Limita por el Este con el distrito de San Juan Bautista y por el Oeste con el distrito de Socos.

## División política
El distrito de Carmen Alto está dividido en 8 comunidades con una superficie total de 19,33 km².

## Demografía
El distrito de Carmen Alto, según el censo de población y vivienda del año 2005, cuenta con una población de 16.080 habitantes, de los cuales 8.030 son varones y 8.050 son mujeres. La densidad poblacional es de 599,17 habitantes por km², observándose la mayor concentración poblacional en la zona de Vista Alegre, siendo la zona la que cuenta con mayor cantidad de servicios básicos (salud, educación, vivienda fundamentalmente); mientras que el resto de las zonas cuentan con una menor concentración poblacional.
El distrito de Carmen Alto, configura la estructura de la población joven, cerca del 37 % de la población es menor de 14 años, que ejercen una fuerte presión sobre la demanda de mayores servicios.
Respecto a la dinámica poblacional, en los últimos 33 años la población del distrito de Carmen Alto ha experimentado tres periodos diferentes:
- El primero comprendido entre 1972 -1981 con una tasa intercensal de crecimiento de 0.2 % anual.
- El segundo periodo comprendido entre 1981–1993 con descenso expresada en la tasa promedio negativa de – 0.2% anual.
- El tercero, de 1993-2005, recuperación poblacional siendo la tasa de crecimiento del 1,5%.

## Aspectos económicos
La principal actividad económica del Distrito de Carmen Alto, es la actividad agropecuaria, principalmente la agricultura o ganadería que absorbe al 22,14% de la Población Económicamente Activa (PEA).
En general, existe una débil articulación entre los sectores: Un sector primario, representado por la agricultura y la ganadería; atrasadas, con rendimientos muy debajo de los promedios departamentales, caracterizada por el uso de tecnología tradicional, manejo de suelos y pastos, escasa asistencia técnica y capacitación, limitado acceso al sistema financiero. La principal actividad económica que absorbe la mano de obra es la agropecuaria, y al interior de éstas, fundamentalmente la agrícola.

## Autoridades

### Municipales
- 2023 - 2026[2]
  - Alcalde: CPC. Ulises Huamán Flores, del Movimiento Regional Agua Ayacucho.
  - Regidores:

  1. Orlando Córdova Palomino (Movimiento Regional Agua Ayacucho)
  2. Sonia Villanueva Pariona. (Movimiento Regional Agua Ayacucho)
  3. Raúl Máximo Palomino Yauri. (Movimiento Regional Agua Ayacucho)
  4. Nelva Mariluz Fernández Jaulis. (Movimiento Regional Agua Ayacucho)
  5. Eduardo Huamaní Sulcaray (Movimiento Regional Agua Ayacucho)
  6. Indira Gisela Hinostroza Alanya
  7. Yeny Huayhualla Huamaní
- 2019 - 2022[3]
  - Alcalde: Jesús Luis Llallahui León, del Movimiento Regional Gana Ayacucho.
  - Regidores:

  1. Jesús Tucno Pacotaype (Movimiento Regional Gana Ayacucho)
  2. Juana Marleni Janampa Huamaní (Movimiento Regional Gana Ayacucho)
  3. Yeni Miriam Quispe Vilca (Movimiento Regional Gana Ayacucho)
  4. Mao Leandro Mendoza García (Movimiento Regional Gana Ayacucho)
  5. Juan Zenobio Quispe Fernández (Musuq Ñan)

#### Alcaldes
| N.º | Alcalde                           | Partido                                                  | Inicio del mandato | Fin del mandato |
| --- | --------------------------------- | -------------------------------------------------------- | ------------------ | --------------- |
| 1   | Blas Tapahuasco Ocejo             | Alianza Acción Popular - Democracia Cristiana            | 1964               | 1966            |
| 2   | Vidal De La Cruz Berrocal         | Alianza Acción Popular - Democracia Cristiana            | 1967               | 1969            |
| 3   | Juan Quispe Asto                  | Lista Independiente                                      | 1981               | 1983            |
| 4   | Enrique Chipana Quispe            | Frente Electoral Izquierda Unida                         | 1987               | 1989            |
| 5   | Marcelino Aucca Concho            | L.I. N° 9                                                | 1993               | 1995            |
| 6   | Edgar Apaico Asto                 | L.I. Nro 23 Movimiento Independiente Gran Cambio Vecinal | 1996               | 1998            |
| 7   | Julian Samuel Fernández Quispe    | Si Cumple                                                | 1999               | 2002            |
| 8   | Máximo Angel Guillen Maldonado    | Movimiento Independiente "Vista Alegre" (MIVA)           | 2003               | 2006            |
| 9   | Marcelino Paucca Cancho           | Movimiento Independiente Innovación Regional             | 2007               | 2010            |
| 10  | Marcelino Paucca Cancho           | Movimiento Independiente Innovación Regional             | 2011               | 2014            |
| 11  | Revelino Ulises Huamaní Rodríguez | Alianza para el Progreso de Ayacucho                     | 2015               | 2018            |

### Religiosas

#### Párrocos
- Pbro. Renzo Mijael Ccanto Riveros